# مونرو (آرکانزاس)
مونرو (به انگلیسی: Monroe) یک منطقهٔ مسکونی در ایالات متحده آمریکا است که در آرکانزاس واقع شده‌است. مونرو ۵۷٫۰ متر بالاتر از سطح دریا واقع شده‌است.